# قشر مرفه (فیلم ۲۰۱۸)
قشر مرفه (انگلیسی: High Society؛‏ کره‌ای: 상류사회) یک فیلم درام به کارگردانی بیون هیوک و با بازی پارک هه ایل و سو ئه است. این فیلم در ۲۹ اوت ۲۰۱۸ در کره جنوبی منتشر شد.

## بازیگران
- پارک هه ایل[۵] در نقش جانگ ته جون
- سو ئه در نقش اوه سو یون
- یون جه مون در نقش هان یونگ سوک[۶]
- را می ران در نقش لی هوا ران[۷]
- لی جین ووک در نقش شین جی هو[۸]
- هان جو یونگ
- کیم کیو سون
- پارک جو هی در نقش گزارشگر یون
- پارک سونگ هون
- کیم کانگ وو در نقش بک کوانگ هیون (حضور ویژه)
- لی هونگ نه در نقش یک کارآموز
- مائو هاماساکی در نقش می‌نامی اوشیما[۹]

## تولید
تصویربرداری اصلی در ۱ نوامبر ۲۰۱۷ آغاز شد. تولید فیلم در ۱۱ ژانویه ۲۱۸ به پایان رسید